# Horsford
Horsford is een civil parish in het bestuurlijke gebied Broadland, in het Engelse graafschap Norfolk met 4163 inwoners.